# 孟加拉扇

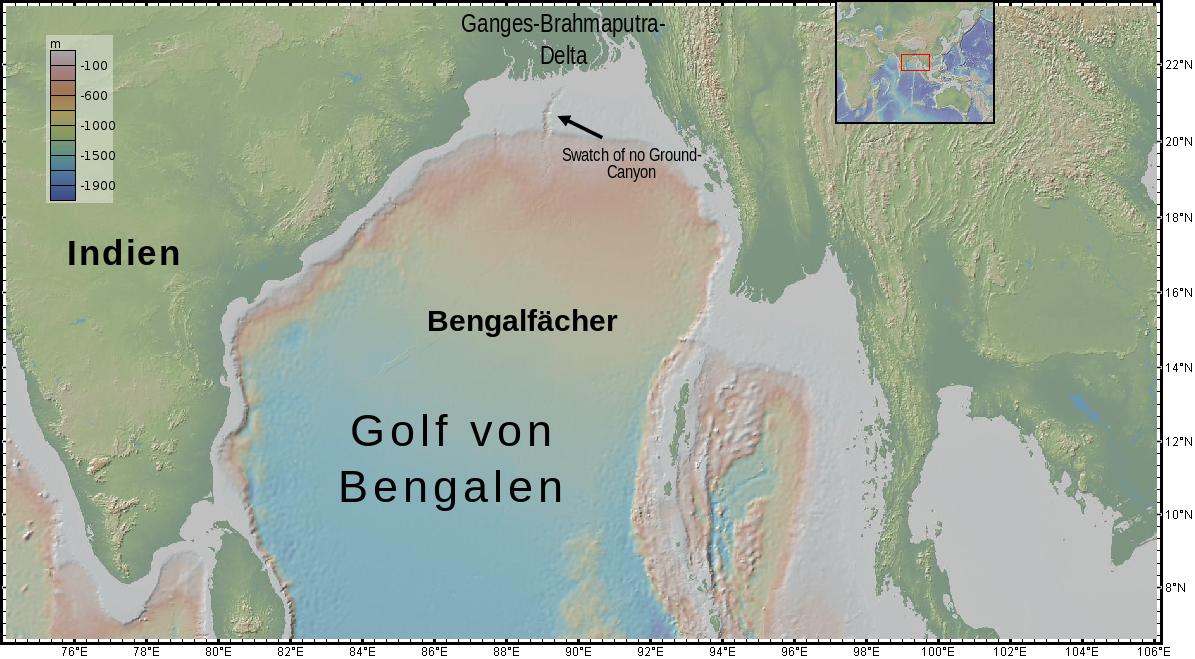
孟加拉灣海底地形圖，可看出孟加拉扇地形特徵

孟加拉扇又稱為恆河扇，是全世界最大的海底扇。

## 地理
孟加拉扇位於印度洋的孟加拉灣，長約 3,000 公里，寬約 1,430 公里，最大厚度為 16.5 公里。它的範圍幾乎覆蓋整個孟加拉灣海床，西接印度東部大陸坡，北臨孟加拉大陸坡，東界緬甸和安達曼群島附近的巽他海溝以及東經九十度洋脊。在東經九十度洋脊的西側，則有一處由孟加拉扇延伸出去，名為尼科巴扇的海底扇。
孟加拉扇的形成，肇因於喜瑪拉雅造山運動；數千至數十萬年前，因歐亞板塊與印澳板塊相互碰撞，造成喜瑪拉雅山脈及青藏高原隆起抬升，這些陸地抬升後歷經劇烈風化及侵蝕，其掉落的沉積物，經由恆河、布拉马普特拉河等河流運送，堆積於恆河河口，形成恆河三角洲。然而，並非所有沉積物都成為恆河三角洲的一部分；經由濁積流的作用，許多沉積物被運送到孟加拉灣內的海底峽谷（其中最長的峽谷長達2414公里）沉積，其中一些沉積物甚至被運送至緯度相差達30度的海域下方。科學家從孟加拉扇的沉積物中採樣，發現最古老的沉積物來自中新世早期，經由礦物學及地球化學的研究，確認其來自喜瑪拉雅山脈，同時亦證明喜瑪拉雅山早在兩千萬年前便已形成。

## 歷史
1960年代，布魯斯·C·希森和瑪麗·薩普通過測深法首次發現了此深海扇的存在，並測定了它的深海錐和海底峽谷等結構。1968年，約瑟夫·柯瑞（Joseph Curray）和大衛·摩爾（David Moore）進行了一次地質和地球物理調查，調查結束後測繪此海底扇地形，並將其命名為孟加拉扇。

## 生物多樣性
在巽德班國家公園以及杜布拉恰島南方，孟加拉扇水域內，有一處名為無陸地色樣海洋保護區的海底峽谷。該區域是鯨類動物，例如各種瀕危海豚和布氏鯨的重要棲息地。

## 延伸閱讀
- Bastia, Rabi; Suman Das; M. Radhakrishna. . Marine and Petroleum Geology. October 2010, 27 (10): 2051–2061. doi:10.1016/j.marpetgeo.2010.04.007.
- Subrahmanyam, V.; K. S. Krishna; M. V. Ramana; K. S. R. Murthy. . Current Science (Indian Academy of Sciences). 2008, 94 (4): 507–513.